# Монгідоро
Монгідоро, Монґідоро (італ. Monghidoro) — муніципалітет в Італії, у регіоні Емілія-Романья,  метрополійне місто Болонья.
Монгідоро розташоване на відстані близько 280 км на північ від Рима, 31 км на південь від Болоньї.
Населення — 3788 осіб (2014).
Щорічний фестиваль відбувається 15 серпня. Покровителька — Богородиця Небовзята.

## Демографія
Населення за роками:

Станом на 1 січня 2023 року в муніципалітеті офіційно проживало 416 іноземців з 37 країн, серед них 78 громадян країн Євросоюзу та 19 громадян України.

## Сусідні муніципалітети
- Фіренцуола
- Лояно
- Монтеренціо
- Монцуно
- Сан-Бенедетто-Валь-ді-Самбро